# Hidrografia do Maranhão
A hidrografia do Maranhão é um domínio de estudos e conhecimentos sobre os aspectos hidrográficos do território maranhense, abrangendo seus rios, riachos, barragens, lagos, lagoas, dentre outros.
O Maranhão está inserido em três regiões hidrográficas:  Parnaíba, Tocantins-Araguaia e Região hidrográfica do Atlântico Nordeste Ocidental, que se subdivide no estado na Bacia Hidrográfica do Itapecuru, Bacia Hidrográfica do Maracaçumé, Bacia Hidrográfica do Mearim, Bacia Hidrográfica do Munim, Bacia Hidrográfica do Periá, Bacia Hidrográfica do Rio Preguiças e Bacia Hidrográfica do Turiaçu.

## Rios

### Região hidrográfica do Parnaíba
O rio Parnaíba, que forma a Região Hidrográfica do Parnaíba, possui área de 331.441,5 km², sendo a maior bacia hidrográfica da região, ocupando áreas dos estados do Piauí (99%), Maranhão (19%) e do Ceará (10%). Seus principais afluentes são os rios Poti, Gurgueia, Canindé, Uruçuí-Preto, Longá, das Balsas, Igaraçu.
O Maranhão ocupa 62.936,6 km² da bacia, e os municípios inseridos nela são os seguintes: Parnarama, Matões, Timon, Caxias, Coelho Neto, Duque Bacelar e Lagoa do Mato.

### Região hidrográfica do Tocantins
A Bacia Hidrográfica do rio Tocantins ocupa uma área de 30.665,15 km² no Maranhão, representando cerca de 9,24% da área total do Estado, banhando a cidade de Imperatriz. O rios Tocantins ocupa a região do cerrado maranhense e junto ao seu afluente rio Manuel Alves Grande, forma a divisa com o estado do Tocantins, além de formar o acúmulo do aquífero Tocantins-Araguaia.

### Região hidrográfica do Atlântico Nordeste Ocidental

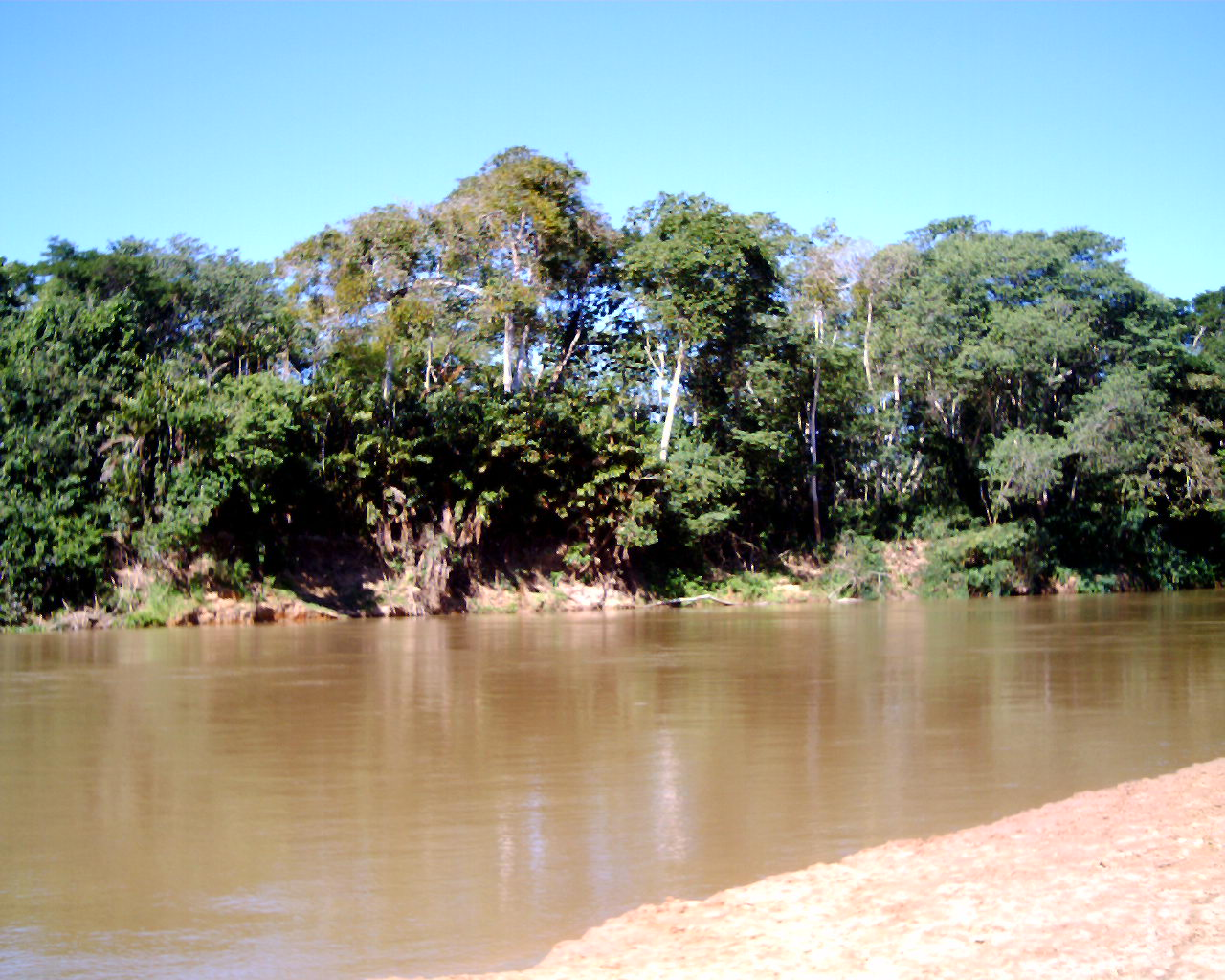
Rio Mearim, na cidade de Pedreiras (MA)

#### Rio Gurupi
O rio Gurupi é formado pela confluência entre os rios Itinga e Açailândia, aproximadamente a 14 km acima do município de Itinga do Maranhão. O rio Itinga nasce na serra do Gurupi, extensão da serra do Tirambu, em terrenos com cotas superiores a 300 m de altitude, na região a norte de Alfredo Lisboa e deságua no rio Açailândia. Durante um percurso de quase 50 km, faz a divisa com estado do Pará.
Essa bacia possui área de 15.953,91 km², representando cerca de 4,80% da área total do Maranhão.

#### Rio Mearim
O Bacia Hidrográfica do rio Mearim ocupa 99.58 km² (29,84% da território do Maranhão), nascendo na serra da Menina e desaguando na Baía de São Marcos, com um percurso de 930 km de extensão. Seus principais afluentes são os rio Pindaré e o rio Grajaú.Em sua foz, ocorre o fenômeno da Pororoca.

#### Rio Itapecuru

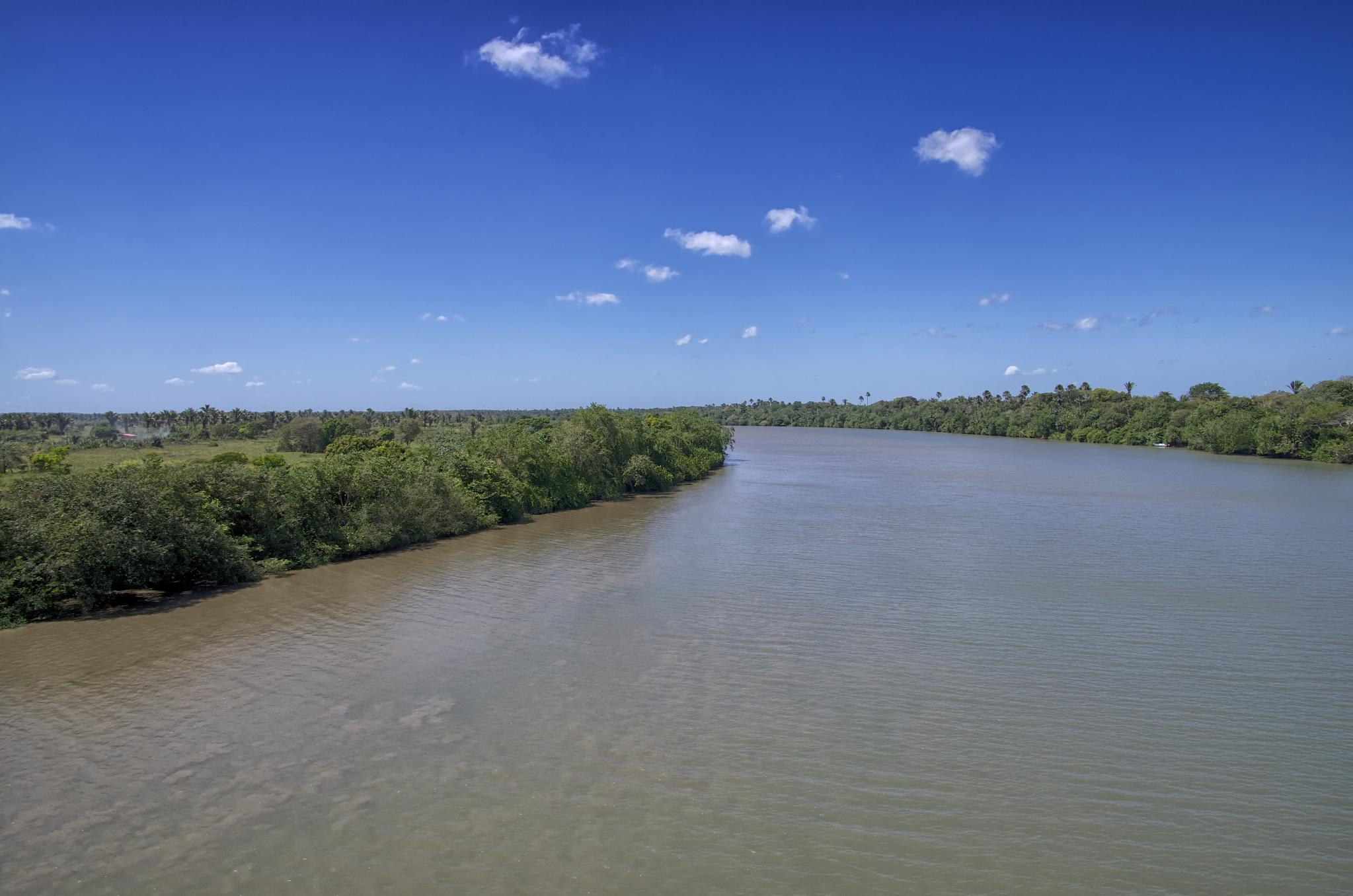
Rio Itapecuru, na cidade de Rosário

A bacia do Itapecuru, com área de 52.972 km², corresponde a 16% do estado do Maranhão. O rio Itapecuru tem seu regime fluvial tropical com variações regionais provocadas pela regime de chuvas. Na parte média e baixa, onde estão situados os municípios do Território dos Cocais, verifica-se maior regularidade das chuvas, caracterizando um regime mais torrencial. Esse rio é responsável pelo abastecimento de 65% da população da cidade de São Luís, através do sistema Italuís. Os municípios dos Cocais inseridos na bacia são os seguintes: Aldeias Altas, Caxias, Codó, Coroatá, Timbiras, São João do Sóter, Fortuna, Buriti Bravo e Lagoa do Mato.

#### Rio Turiaçu
O rio Turiaçu nasce nas vertentes das serras do Tiracambu e da Desordem, na região de Zé Doca e da Terra Indígena Alto Turiaçu, percorrendo 720 km. Sua Bacia tem uma área de drenagem da ordem de 17.502 km², representando cerca de 4,26% da área do Estado .
A serra do Tiracambu constitui o principal divisor de água da bacia do rio Gurupi, estabelecendo limites com as bacias do Pindaré, do Turiaçu e do Tocantins.

#### Rio Munim
A bacia do Munim, com 15.918,04 km², correspondendo a 4,79% da área do estado, também integra a Região Hidrográfica do Atlântico Nordeste Ocidental, banha a mesorregião do Leste Maranhense e nela estão contidos os municípios: Afonso Cunha, Coelho Neto, Aldeias Altas, Duque Bacelar e Caxias.

#### Rio Maracaçumé
O rio Maracaçumé nasce na Serra do Tiracambu, nos municípios de Centro Novo do Maranhão e Nova Olinda do Maranhão e sua foz se localiza entre os municípios de Godofredo Viana e Cândido Mendes, percorrendo uma extensão de 159 km, desaguando próximo à ilha do Trabalho.
Sua bacia hidrográfica possui área de 7.756,79 km², correspondendo a 2,34% da área do estado. Fazem parte dessa bacia, os municípios de Luiz Domingues, Godofredo Viana, Amapá do Maranhão, Junco do Maranhão, Maracaçumé, Centro do Guilherme, Maranhãozinho, Governador Nunes Freire, Cândido Mendes e Turiaçu.

#### Rio Preguiças

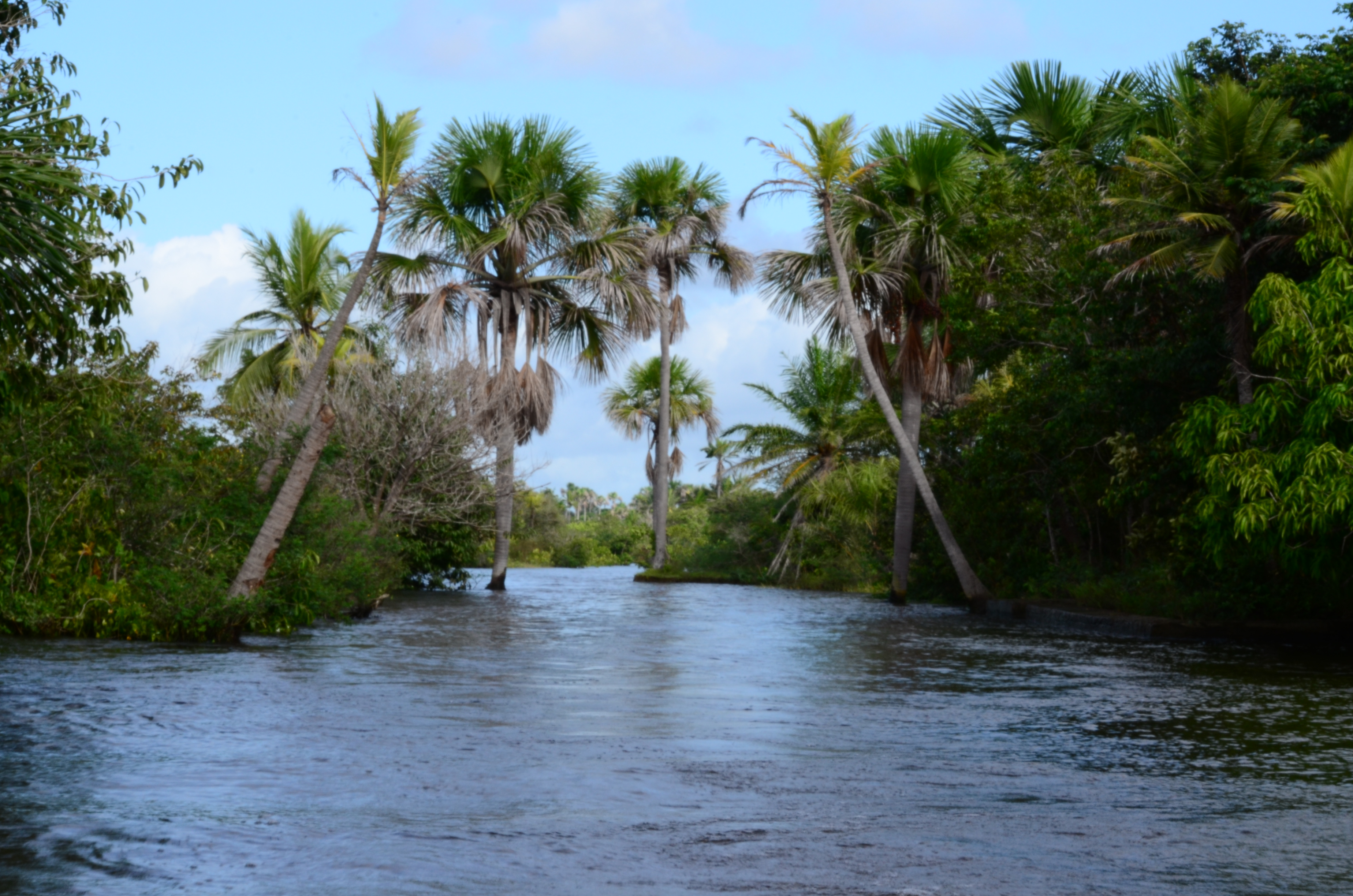
Rio Preguiças

A bacia do rio Preguiças possui uma área total de 6.707,91 km², representando 2,02% da área total do Maranhão. A bacia é formada por três rios: o rio Preguiças (o principal e o de maior extensão, com 135 km), o rio Negro e o rio Cangatã. O rio Preguiças nasce em Santana do Maranhão, numa altitude de cerca de 120 m, e tem sua foz no Oceano Atlântico, em Barreirinhas.

#### Rio Periá
O rio Periá possui a menor bacia hidrográfica do estado, ocupando uma área total de 5.395,37 km², o equivalente a aproximadamente 1,62% da área total do Maranhão. Limita-se com as bacias dos rios Preguiças e Munim.
Percorre uma extensão de 80 km e sua bacia abrange os municípios de Primeira Cruz, Humberto de Campos e Santo Amaro, dentre outros. Seus principais afluentes são os rios Bacaba e da Ribeira.

## Lagos e lagoas

### Baixada Maranhense

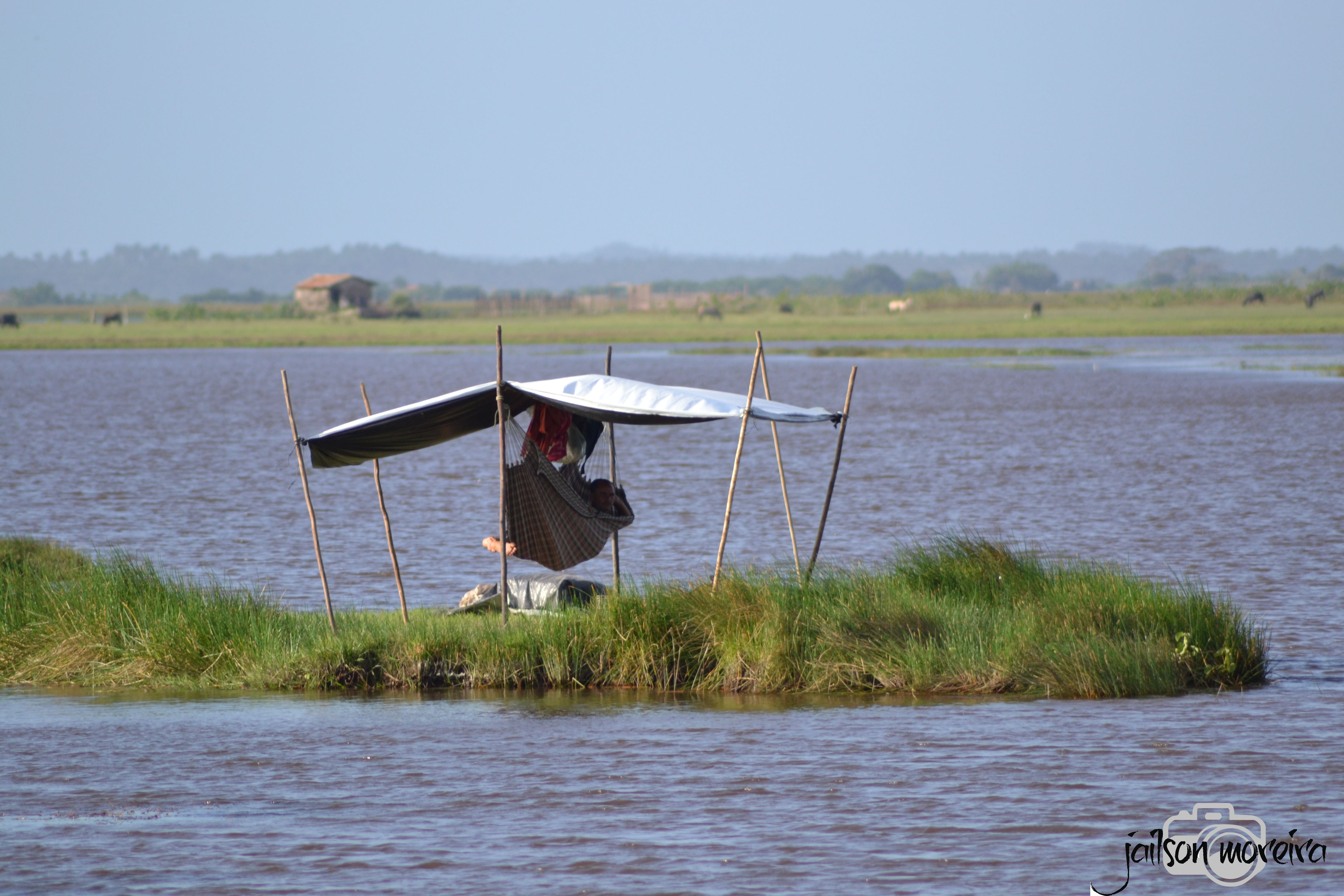
Baixada Maranhense, em Pinheiro

A Baixada Maranhense se localiza na região do entorno do Golfão Maranhense, e é formada por um relevo plano a suavemente ondulado com extensas áreas rebaixadas que são alagadas durante o período chuvoso, originando extensos lagos interligados, associados aos baixos cursos dos rios Mearim, Grajaú, Pindaré e Pericumã.
Os lagos transbordam na época das chuvas, interligando-se por um sistema de canais divagantes que servem como vias de comunicação entre as cidades e os povoados, substituindo parcialmente as estradas. Durante o período seco, o cenário se modifica em grandes extensões de campos ressequidos.
Os lagos recebem água quando os diversos rios e outros lagos sobem anualmente em virtude das cheias periódicas, a armazenam durante o período de inundação e a devolvem em parte para os rios quando seus níveis baixam, em um complexo sistema de "pulsos de inundação".
Os lagos da Baixada Maranhense funcionam como coletores das águas pluviais e dos rios. No período das chuvas se distribuem em quatro grupos:

#### Lagos de Viana
- Lago de Viana, Maracaçumé, São José, Cajari, Aquiri, Capivari, Fugidos, Itans, Lontras e Formoso. No período chuvoso esses lagos transbordam inundando os campos que os dividem transformando-se em um imenso lençol líquido - os “mares de Viana” -, após as chuvas, eles dão vazão para o canal de Gibiri e, posteriormente, ao rio Maracu (ou canal do Maracu) que por sua vez deságua no Rio Pindaré.[18]

#### Lagos de Pinheiro
- Lagos Cafundoca, Laguinho, Faveira, Grande, Tarira, Roque e Vitória que também, no período chuvoso, inundam os campos, unindo-se e formando os “mares de Pinheiro”. Esses lagos ao escoarem o fazem direto no Rio Pericumã.[18]

#### Lagos de Arari e Anajatuba
- Lagos da Morte, Laguinho, Muquila, Jaburiú, Açutinga, Égua, Palmeiral e Barriguda. Tal como os lagos já mencionados, eles se unem, também, no período chuvoso e deságuam o excedente hídrico no Igarapé Boqueado que, por sua vez, deságua no Rio Mearim.[18]

#### Lagos de Conceição do Lago-Açu
- Lago Açu, Itãs, Novo, Carnaúba e Verde, próximo à foz do Rio Grajaú, para o qual deságuam após as cheias.[18]

Além desses, há outros lagos que não fazem parte dos conjuntos citados, como lago do Coqueiro em São João Batista e outros.

### Lençóis Maranhenses

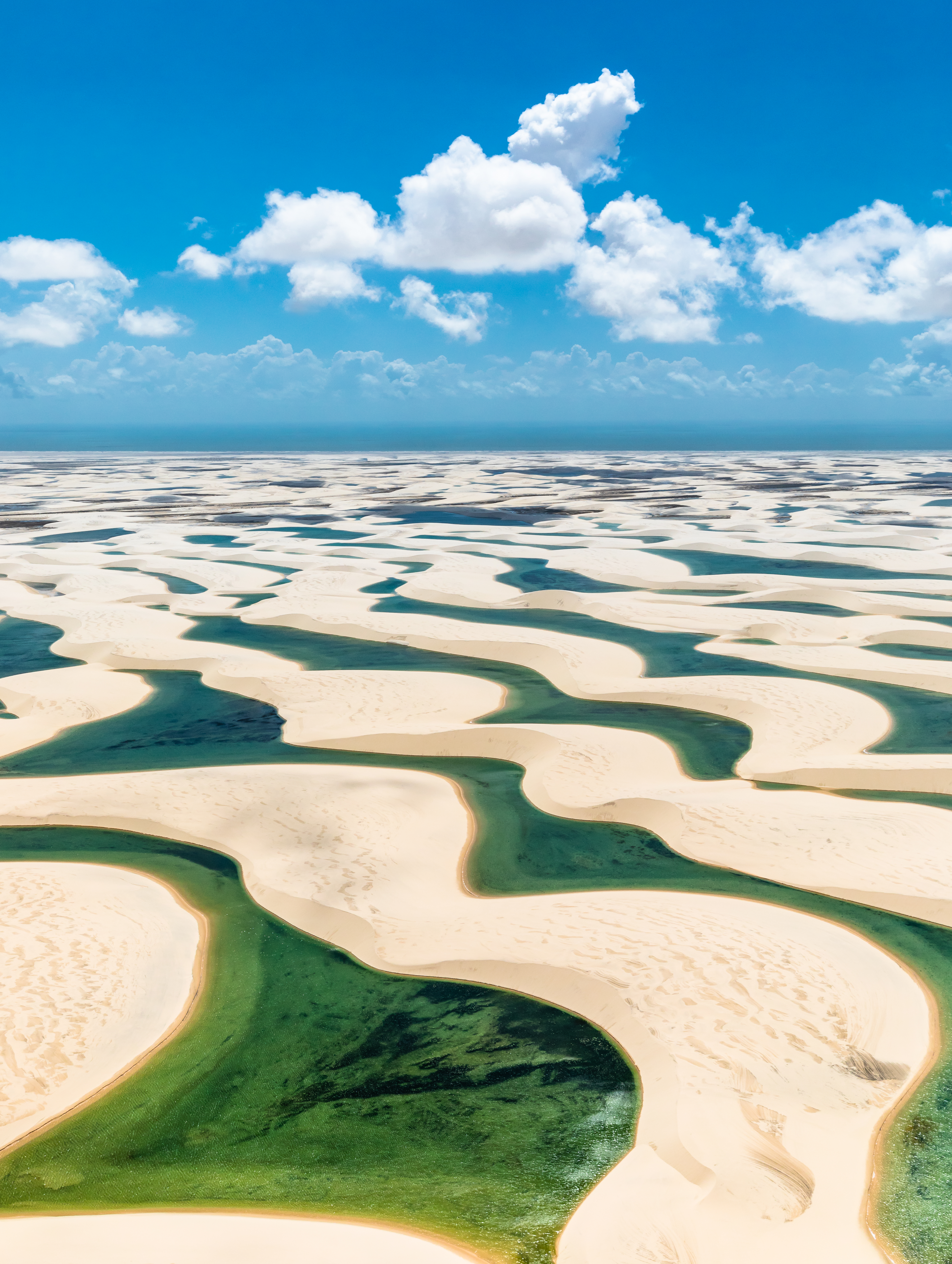
Lagoas pluviais dos Lençóis Maranhenses

No litoral Oriental, a costa de dunas e restingas é formada por superfícies exclusivamente arenosas com ausência de cobertura vegetal ou com cobertura vegetal parcial, com dunas móveis e fixas intercalas por lagoas de origem pluvial, contendo água doce. Nessa região, localizam-se o Parque Nacional dos Lençóis Maranhenses e o Delta do Parnaíba, importantes destinos turísticos.

### Lagoa do Cassó
A Lagoa do Cassó é uma lagoa localizada no município de Primeira Cruz, no Maranhão, a 217 km de São Luís.
Possui águas mornas, límpidas e tranquilas, atingindo 20 metros de profundidade na época da cheia, quando consegue atravessar o sangradouro e desembocar no rio Preguiças

## Barragens, represas e hidrelétricas

### Barragem do rio Flores
A Barragem do rio Flores é uma barragem localizada na cidade de Joselândia, a 276 km de São Luís, no Maranhão, com capacidade para 1 bilhão e 400 milhões de metros cúbicos d'água. O rio Flores é um dos principais afluentes do rio Mearim.
O rio Mearim tem mais de 900 km na sua extensão e banha diversos municípios na região do Médio-Mearim, a exemplo de Pedreiras, Trizidela do Vale, São Luís Gonzaga, Bacabal, Arari e demais localizados naquela região.
O rio Flores banha os municípios de Fernando Falcão, Tuntum, Barra do Corda, Joselândia, São José dos Basílios e Santo Antônio dos Lopes.

### Barragem do rio Pericumã
A Barragem do rio Pericumã foi construída no curso médio do rio Pericumã, a 40 km da sua foz e a 11 km da cidade, pelo DNOCS/Ministério do Interior, e inaugurada em 1982. Possui  275 m de comprimento por 39 m de largura e altura máxima das estruturas que chegam a 29,3 m.Tem três comportas, uma eclusa e dois diques laterais, fornecendo água e pescado para os municípios de Pinheiro, Palmeirândia, Peri-Mirim e Pedro do Rosário.

### Barragem do Bacanga
A Barragem do Bacanga, construída entre 1968 e 1973, teve como principais objetivos:

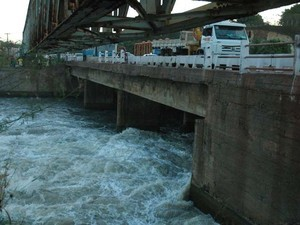
Barragem do Bacanga em São Luís

- a ligação rodoviária entre São Luís e o porto de Itaqui, reduzindo a distância de 36 km para 9 km;[25]
- promover o saneamento de áreas a montante do barramento, através da criação da represa que submergeria os manguezais e lodo existentes, os quais eram descobertos nos períodos de baixamar;[25]
- favorecer a ocupação imobiliária, decorrente do crescimento da cidade, para o estabelecimento de novas áreas urbanas formadas nos locais que não seriam mais atingidos pela maré, após a construção da barragem.[25]

Durante a elaboração, houve grande interesse na implantação de um aproveitamento energético das marés. Em 1968, foi sugerida ao governo do Estado do Maranhão a construção de uma usina maremotriz, utilizando a infraestrutura da barragem a ser construída. Entretanto, até hoje, não foi dado andamento ao projeto.

### Barragem do lago Cajari
Em 1997, foi construída uma barragem no rio Maracu, pela Prefeitura de Penalva, com o objetivo de represar a água do lago Cajari para o período de estiagem (julho a dezembro) e favorecer a pesca na região. A obra teve de ser reconstruída em 2005, após seu rompimento.
Possui 121 metros de comprimento na região de Penalva, 4,50 metros de altura, e 17 metros de largura. Na porção após o bairro de Trizidela, sua extensão atinge 700 metros. Não possui comportas. O lago atinge 4 metros de profundidade no período das cheias.
A obra foi cercada de críticas pela ausência de estudos de impacto ambiental, tendo sido verificados: mudanças no fluxo natural da água, prejudicando espécies adaptadas à variação sazonal do nível do lago; bem como a população da região à jusante da barragem, durante períodos de estiagem, pela ausência de comportas para gestão do nível da água.

### Usina hidrelétrica de Estreito

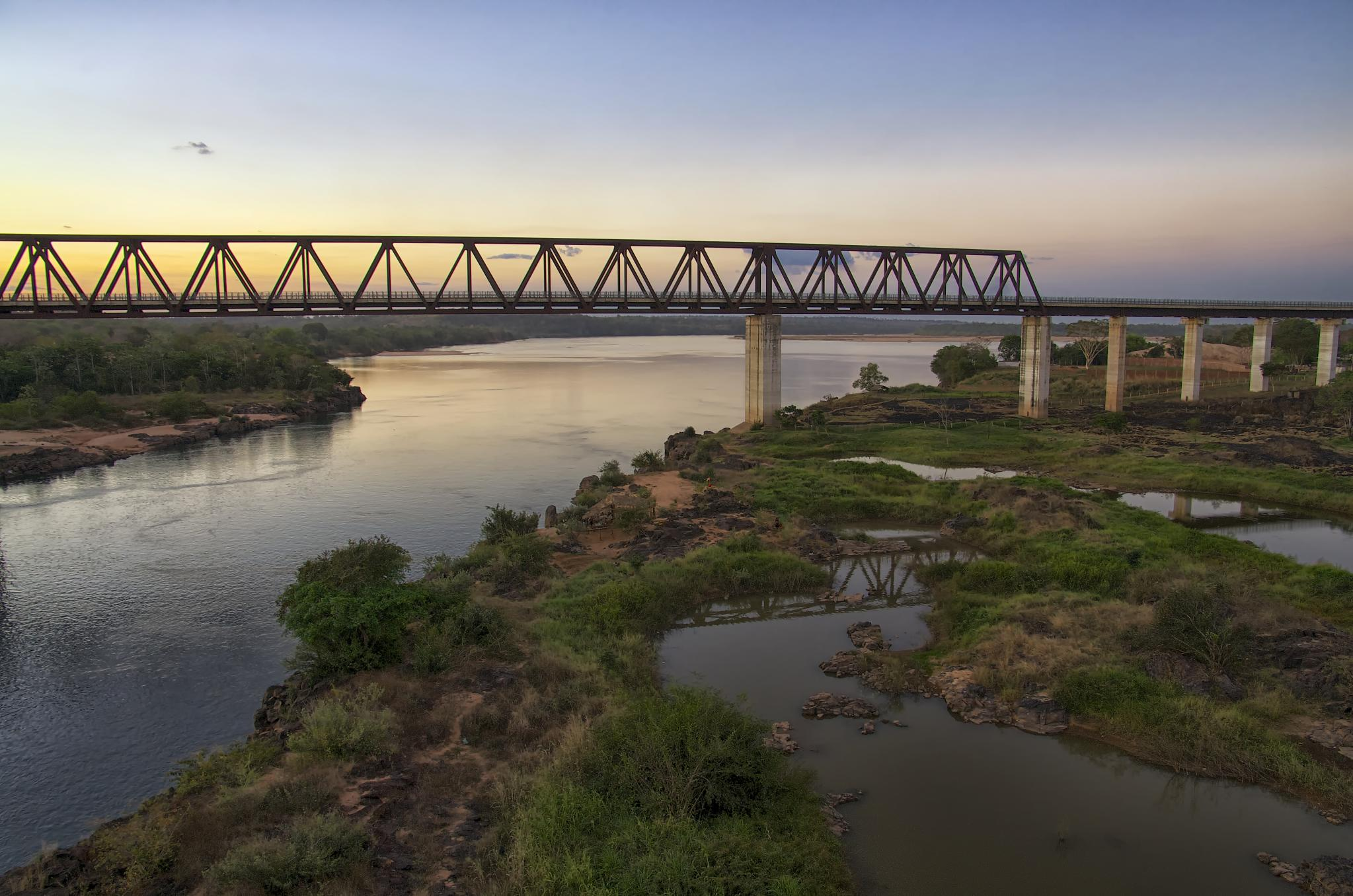
Usina Hidrelétrica de Estreito, no rio Tocantins, e Ferrovia Norte-Sul, em Estreito-MA

A Usina Hidrelétrica Estreito fica localizada na cidade de Estreito, no Maranhão, aproveitando o potencial hidroenergético do rio Tocantins, a 766 km de São Luís.
A usina é capaz de gerar até 1.087 MW de potência, suficiente para atender a demanda de uma cidade com 4 milhões de habitantes, embora a energia média gerada seja de 641,1 MW.
A obra foi iniciada em 2007 e inaugurada em 17 de outubro de 2012, a um custo de 5 bilhões de reais.

### Usina hidrelétrica de Boa Esperança
Usina Hidrelétrica de Boa Esperança é uma usina que fornece energia ao estado do Piauí, operada pela CHESF.
A Usina forma um lago artificial grande, atingindo alto volume de água até a cidade de Porto Alegre do Piauí. No Maranhão, a única cidade que se situa às margens do rio Parnaíba e que é banhada pelo lago artificial do mesmo é Nova Iorque.